# Cap Vermell
El cap Vermell és un cap del llevant de l'illa de Mallorca. Rep aquest nom per la coloració dels seus penya-segats. Divideix la zona de Canyamel de la zona de Cala Rajada, al terme municipal de Capdepera.
A prop del cap, podem trobar les Coves d'Artà. Està documentat del segle xviii com a Cap de la Mola.